# Sęczkowo (województwo zachodniopomorskie)
Sęczkowo – osada w Polsce położona w województwie zachodniopomorskim, w powiecie sławieńskim, w gminie Malechowo przy drodze krajowej nr .
W latach 1975–1998 wieś położona była w województwie koszalińskim.